# Bitva o Krivasoo
Bitva o Krivasoo (estonsky: Krivasoo lahing) bylo vojenské střetnutí odehrávající se během estonské osvobozenecké války. Tehdy proti sobě stály Estonské obranné síly a sovětská rudá armáda.